# Paralobus salmoni
Paralobus salmoni là một loài nhện trong họ Orsolobidae. Chúng được Raymond Robert Forster miêu tả năm 1956.